# Ummagumma
Ummagumma è il quarto album in studio del gruppo musicale britannico Pink Floyd, pubblicato il 7 novembre 1969 nel Regno Unito e il 10 novembre negli Stati Uniti dalla Harvest Records.
È un album doppio costituito da un disco registrato dal vivo e un altro registrato in studio. Si tratta di una delle pubblicazioni più sperimentali della discografia del gruppo, nonché uno dei primi a presentare influenze tratte dal rock progressivo.

## Storia
Pubblicato dall'allora neonata etichetta discografica Harvest della EMI, gestita da Malcolm Jones e da Norman Smith, con la caratteristica etichetta gialla/verde senza logo EMI a sinistra, l'album fu ritenuto da molti appassionati, critici e addetti ai lavori uno dei capolavori del gruppo, sfaccettato e multiforme, che anticipava le tendenze e i percorsi artistici che la band avrebbe successivamente intrapreso. L'idea alla base del disco in studio fu che i brani fossero scritti da ciascuno dei quattro membri ognuno per conto proprio, avendo quindi a disposizione circa dieci minuti ciascuno. Trovandosi in difficoltà per il suo brano The Narrow Way, Gilmour chiese aiuto a Waters, che rifiutò, rimanendo ligio all'idea che ognuno dei membri lavorasse da solo. Nella parte dal vivo sarebbero dovute apparire anche Interstellar Overdrive ed Embryo (quest'ultimo brano mai inciso ufficialmente dal gruppo, sebbene fosse presente da anni nei loro concerti), ma furono escluse per motivi di spazio.

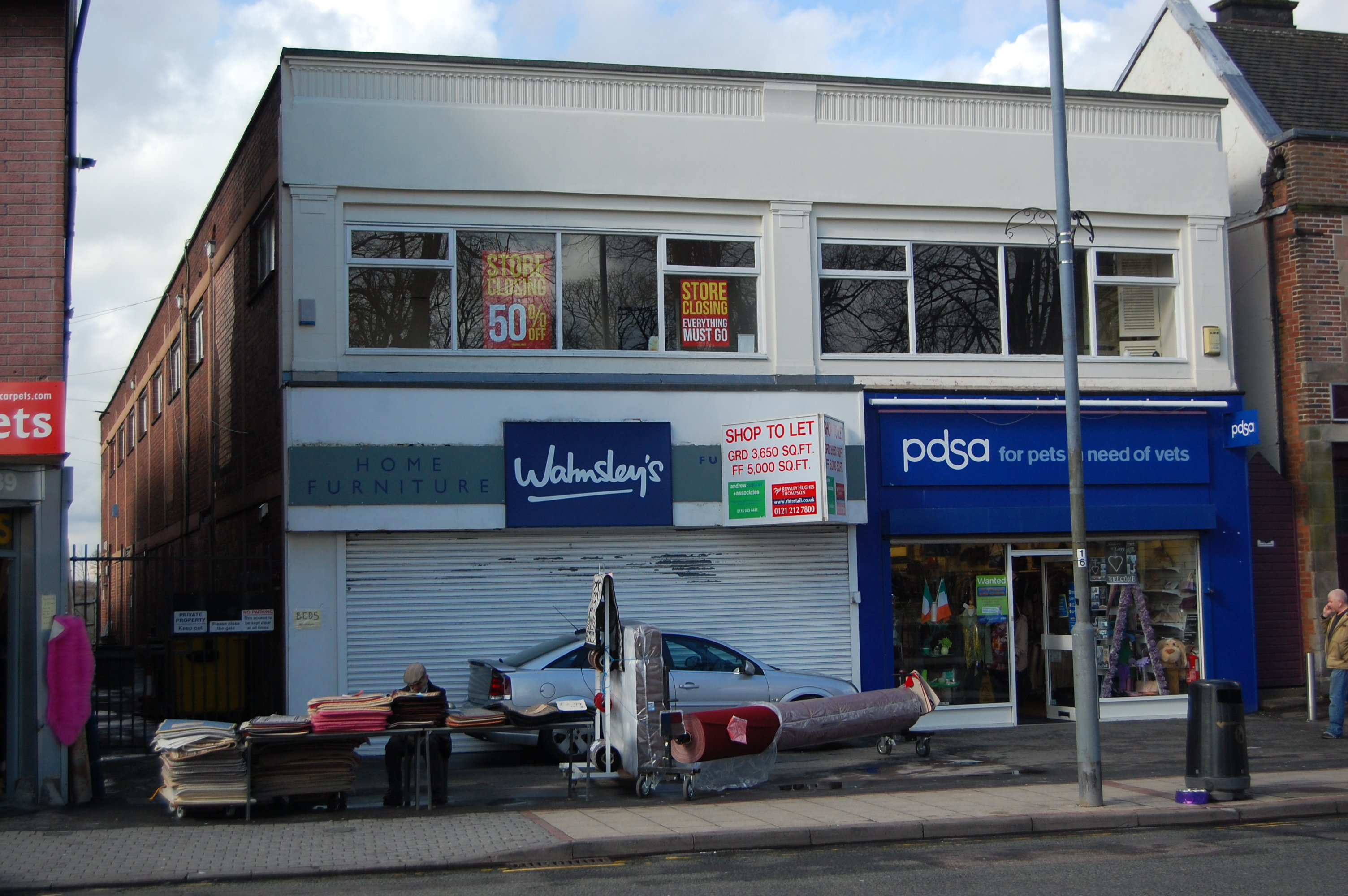
Lo stabile di Birmingham nel quale, al piano superiore, era situato il Mothers Club dove furono registrati alcuni brani dal vivo (foto del marzo 2013)

L'album è doppio, la cui prima parte venne registrata dal vivo e la seconda in studio; la parte dal vivo fu registrata presso il Mothers Club di Birmingham il 27 aprile 1969 e al Manchester College of Commerce il 2 maggio, con l'aggiunta in studio di alcune parti vocali; i brani inediti vennero invece registrati presso gli Abbey Road Studios di Londra dal 1º agosto alla fine di settembre 1969. L'idea di inserire nell'album alcuni brani dal vivo già pubblicati negli anni precedenti, venne a seguito della constatazione che questi si erano evoluti nel tempo, subendo notevoli cambiamenti e risultando notevolmente dilatati rispetto alle versioni registrate in studio.
I Pink Floyd non si ritennero mai soddisfatti del lavoro, criticandolo a più riprese; negli anni successivi, Roger Waters lo definì un «disastro», mentre nel 1995, David Gilmour lo definì «orribile»; nel 1984, Nick Mason disse: «Pensavo fosse un piccolo esercizio molto buono ed interessante, ma credo anche che sia il più classico esempio di una somma migliore delle singole parti», e in seguito lo descrisse come un "esperimento fallito".
Nel 1994 l'album venne rimasterizzato in digitale. Nel 2011, sebbene pubblicato nella serie Why Pink Floyd...? che presenta tutti e quattordici gli album del gruppo nuovamente rimasterizzati, solo il disco in studio di Ummagumma è stato rimasterizzato, mentre il disco dal vivo contiene ancora la rimasterizzazione del 1994.

## Titolo
Il titolo dell'album si riferisce a un'espressione in slang utilizzata per indicare l'atto sessuale. Nel libro Lo scrigno dei segreti. L'odissea dei Pink Floyd di Nicholas Shaffner è riportato tuttavia che Ummagumma era anche il verso tipico di strane creature che, secondo una leggenda, infestavano una palude vicino a Cambridge. Alfredo Marziano e Mark Worden, autori del libro Floydspotting. Guida alla geografia dei Pink Floyd, confermano la prima versione : L'opinione corrente è che si tratti di un'espressione gergale di Cambridge per indicare la scopata, aggiungendo però che l'espressione era stata inventata da Ian "Imo" Moore, un amico di Syd Barrett, anche se i Pink Floyd non lo confermarono mai ufficialmente.

## Copertina
La copertina dell'album, realizzata dallo studio di design Hipgnosis, è formata da un collage di più foto scattate nella stessa stanza, disposte una all'interno dell'altra, identiche tra loro ma con una rotazione dei membri del gruppo nelle varie posizioni, a giro.
Il retro di copertina mostra invece una fotografia con tutto il materiale usato nelle rappresentazioni live (strumenti, camioncini, luci, i due tecnici). Sulla pista dell'aeroporto di Biggin Hill, nel Kent, sono presenti tutti gli strumenti e le amplificazioni della band, con annesse unità di riverbero e di effettistica speciale, come le chitarre Telecaster e Stratocaster di Gilmour, la Premier doppia cassa di Mason, i bassi Fender e Rickenbacker 4001 di Waters e l'organo Farfisa Compact Duo di Wright, le unità eco Binson Echorec, gli amplificatori Hiwatt e, in mezzo, le figure dell'ingegnere del suono Peter Watts e del responsabile stage Alan Styles.
Le foto interne mostrano invece degli scatti raffiguranti i quattro membri del gruppo separatamente, in bianco e nero, cominciando da sinistra con David Gilmour fotografato davanti all'Elfin Oak, un tronco d'albero di oltre 900 anni presente nei giardini di Kensington, scavato e abitato da elfi e gnomi colorati. Roger Waters è raffigurato in compagnia della moglie di allora, in un'immagine quasi domestica, mentre, sotto, Nick Mason è presentato in una sequenza di scatti nel giardino della villa di copertina. A destra della copertina interna, chiude la serie Rick Wright, fotografato a fianco della tastiera del pianoforte.

## Accoglienza
| Recensione          | Giudizio       |
| ------------------- | -------------- |
| AllMusic            |                |
| Paste               | 5,0/10         |
| Piero Scaruffi      | 7,5/10         |
| Rolling Stone       |                |
| Sputnikmusic        |                |
| The Daily Telegraph |                |
| Ondarock            | Pietra miliare |

L'album raggiunse la quinta posizione delle classifiche di vendita nel Regno Unito e la 74ª negli Stati Uniti d'America, facendo entrare per la prima volta il gruppo nella top 100 della Billboard 200 statunitense; l'album venne certificato disco d'oro il 28 febbraio 1974 e disco di platino l'11 marzo 1994.
L'album venne accolto da recensioni generalmente positive alla sua pubblicazione. Il recensore di International Times lodò in particolare la parte dal vivo dell'album, definendolo "probabilmente uno dei migliori dischi dal vivo che abbia mai ascoltato".
In retrospettiva, la rivista Paste, recensendo la ristampa del 2011 dell'album, non fu altrettanto favorevole descrivendo il disco un «eccesso rock della peggior specie», pur lodando la versione dal vivo di Careful with that Axe, Eugene. Robert Christgau affermò ironicamente che le ipnotiche melodie presenti nell'album lo rendono «il disco ideale per addormentarsi».

## Tracce
Live Album
- Lato A

1. Astronomy Domine – 8:29 (Syd Barrett)
2. Careful with That Axe, Eugene – 8:50 (musica: Richard Wright, Roger Waters, Nick Mason, David Gilmour)

- Lato B

1. Set the Controls for the Heart of the Sun – 9:12 (Roger Waters)
2. A Saucerful of Secrets – 12:48 (musica: Richard Wright, Nick Mason, David Gilmour, Roger Waters)

Studio Album
- Lato A

1. Richard Wright – Sysyphus – 13:26 (Richard Wright)
2. Roger Waters – Grantchester Meadows – 7:26 (Roger Waters)
3. Roger Waters – Several Species of Small Furry Animals Gathered Together in a Cave and Grooving with a Pict – 4:59 (Roger Waters)

- Lato B

1. David Gilmour – The Narrow Way – 12:17 (David Gilmour)
2. Nick Mason – The Grand Vizier's Garden Party – 8:44 (Nick Mason)

## Formazione
Crediti tratti dal libretto dell'album:
- Roger Waters – basso, voce
- David Gilmour – chitarra solista, voce
- Richard Wright – organo, tastiera, voce
- Nick Mason – percussioni